# Smużka
Smużka (Sicista) – rodzaj ssaków z rodziny smużek (Sminthidae).

## Zasięg występowania
Rodzaj obejmuje gatunki występujące w Europie i Azji.

## Morfologia
Długość ciała (bez ogona) 43,6–79 mm, długość ogona 60–118,2 mm, długość ucha 8,3–18 mm, długość tylnej stopy 12–22 mm; masa ciała 5–19 g.

## Systematyka
Rodzaj zdefiniował w 1827 roku angielski zoolog John Edward Gray w rozdziale dotyczącym streszczenia gatunków z gromady ssaków, opublikowanym w książce pod redakcją Edwarda Griffitha poświęconej krółestwu zwierząt. Gatunkiem typowym jest (oznaczenie monotypowe) smużka stepowa (S. subtilis).

### Etymologia
- Sicista: etymologia niejasna, J.E. Gray nie wyjaśnił znaczenia nazwy rodzajowej[1]; Palmer sugeruje, że nazwa ta pochodzi od tatarskiego słowa sikistan, oznaczającego ‘stadną mysz’, bazując na opisie Pallasa[9]. Sam Pallas jednak wymienia nazwę tatarską dshilkis-sitskan („Dʃhilkis-Sitʃkan”), gdzie dshilkis to ‘stadny, żyjący w stadzie, gromadny’ (łac. gregalis), natomiast sitskan to ‘mysz’ (łac. mus, muris)[10], por. w jedenastowiecznym słowniku Mahmuda z Kaszgaru:  yılkı ‘stado’ i sıçgan ‘mysz’[11].
- Sminthus: gr. σμινθος sminthos „mysz”[12]. Gatunek typowy (oznaczenie monotypowe): Sminthus loriger Nathusius, 1840.
- Clonomys: gr. κλων klōn, κλωνος klōnos ‘gałąź’; μυς mus, μυος muos ‘mysz’[3]. Gatunek typowy (oznaczenie monotypowe): Mus betulina Pallas, 1779.

### Podział systematyczny
Do rodzaju należą następujące występujące współcześnie gatunki:
| Grafika | Gatunek              | Autor i rok opisu                                                               | Nazwa zwyczajowa    | Podgatunki         | Rozmieszczenie geograficzne | Podstawowe wymiary                              | Status IUCN |
| ------- | -------------------- | ------------------------------------------------------------------------------- | ------------------- | ------------------ | --- | ----------------------------------------------- | ----------- |
|         | Sicista concolor     | (Büchner, 1892)                                                                 | smużka jednobarwna  | 3 podgatunki       | Kaszmir (Pakistan i Indie), Chińska Republika Ludowa (Qinghai na wschód do Shaanxi, na południe do Junnanu; prawdopodobnie południowo-zachodni Sinciang)                  | DC: 5,1–7,6 cm DO: 8,6–10,9 cm MC: 5–8 g        | LC          |
|         | Sicista tianschanica | (Salensky, 1903)                                                                | smużka tienszańska  | gatunek monotypowy | Chińska Republika Ludowa (wschodni Tienszan, północno-wschodnie Narat; dokładne granice zasięgu nieznane)                                                                 | DC: 5,7–7,3 cm DO: 10,2–11,3 cm MC: 7,2–13 g    | LC          |
|         | Sicista talgarica    | Lebedev, Kovalskaya, Solovyeva, Zemlemerova, Bannikova, Rusin & Matrosova, 2021 |                     | gatunek monotypowy | Kazachstan (góry Ałatau Zailijski, dolina rzeki Kіszі Ałmaty; wschodnia granica zasięgu nieznana)                                                                         | DC: 5,1–7,3 cm DO: 9,6–11,3 cm MC: brak danych  | NE          |
|         | Sicista terskeica    | Lebedev, Kovalskaya, Solovyeva, Zemlemerova, Bannikova, Rusin & Matrosova, 2021 |                     | gatunek monotypowy | północny Tienszan (Terskej Ałatoo, Küngej Ałatau i zachodni Ałatau Zailijski, Ketpen) , środkowy Tienszan na południe do Atbaszy (Kazachstan i Kirgistan)                 | DC: 5,6–7 cm DO: 8,6–10,3 cm MC: około 9,8 g    | NE          |
|         | Sicista zhetysuica   | Cserkész, Fülöp, Almerekova, Kondor, Laczkó & Sramkó, 2017                      |                     | gatunek monotypowy | Kazachstan (2 oddzielne obszary: Ałatau Dżungarski (oprócz południowo-wschodniej części) oraz Tarbagataj i Saur)                                                          | brak danych                                     | NE          |
|         | Sicista caudata      | O. Thomas, 1907                                                                 | smużka długoogonowa | gatunek monotypowy | wschodnia Rosja (wyspa Sachalin, góry Sichote-Aliń), północno-wschodnia Chińska Republika Ludowa (Heilongjiang i Jilin) i północno-wschodnia Korea Północna               | DC: 6,7–7,7 cm DO: 9,9–11,8 cm MC: 8,1–16,3 g   | DD          |
|         | Sicista caucasica    | Vinogradov, 1925                                                                | smużka kaukaska     | gatunek monotypowy | zachodni Wielki Kaukaz na północy od rzeki Pszysz na wschód do północnej rzeki Kizgicz, na południu w Abchazji (Rosja i Gruzja)                                           | DC: 4,4–6,9 cm DO: 8,4–10,6 cm MC: 5,8–7,2 g    | NT          |
|         | Sicista kluchorica   | Sokolov, Kovalskaya & Baskevich, 1980                                           | smużka stokowa      | gatunek monotypowy | zachodni Wielki Kaukaz (południowa Rosja i północno-zachodnia Gruzja) | DC: 6,1–7,1 cm DO: 8,6–10,7 cm MC: 5,9–8,6 g    | LC          |
|         | Sicista kazbegica    | Sokolov, Baskevich & Kovalskaya, 1986                                           | smużka gruzińska    | gatunek monotypowy | środkowy Wielki Kaukaz w Gruzji (Stepancminda) i Rosji (Osetia Północna, być może Inguszetia)                                                                             | DC: 6,2–6,7 cm DO: 9,4–10,9 cm MC: 6,5–8 g      | EN          |
|         | Sicista armenica     | Sokolov & Baskevich, 1988                                                       | smużka armeńska     | gatunek monotypowy | Armenia (kotlina rzeki Hrazdan (Góry Pambackie i Cachkuniac); prawdopodobnie prowincja Sjunik                                                                             | DC: około 6,6 cm DO: 9,8–10,1 cm MC: 6,,4–6,7 g | CR          |
|         | Sicista napaea       | Hollister, 1912                                                                 | smużka ałtajska     | 2 podgatunki       | wschodni Kazachstan (zachodni Ałtaj i Szynggystau, Pogórze Kazachskie), Rosja (Republika Ałtaju i południowo-zachodnia Syberia)                                           | DC: 6,5–7,9 cm DO: 8,2–10,3 cm MC: 9–19 g       | LC          |
|         | Sicista pseudonapaea | Strautman, 1949                                                                 | smużka szara        | gatunek monotypowy | Rosja i Chińska Republika Ludowa: południowy Ałtaj (północne i południowe stoki gór Narymsk między rzeką Buktyrma a jeziorem Markaköl)                                    | DC: 6,5–7,7 cm DO: 8,2–10,2 cm MC: 10–13,3 g    | DD          |
|         | Sicista betulina     | (Pallas, 1779)                                                                  | smużka leśna        | 4 podgatunki       | północna i środkowa Europa na wschód do jeziora Bajkał i od koła podbiegunowego na południe do Karpat                                                                     | DC: 5,8–7,4 cm DO: 8,5–10 cm MC: 6,5–10,5 g     | LC          |
|         | Sicista strandi      | Formozov, 1931                                                                  | smużka dońska       | gatunek monotypowy | wschodnia Ukraina (obwód ługański) i południowo-zachodnia Rosja (na zachód od rzeki Wołgi na południe do północnego Kaukazu)                                              | DC: 6,5–7,7 cm DO: 8,5–10,1 cm MC: 9,5–13,2 g   | LC          |
|         | Sicista subtilis     | (Pallas, 1773)                                                                  | smużka stepowa      | 3 podgatunki       | obie strony rzeki Wołga (południowa Rosja), na wschód przez Kazachstan i południową Syberię do jeziora Bajkał, prawdopodobnie północno-zachodnia Chińska Republika Ludowa | DC: 6–7,2 cm DO: 7,4–8,2 cm MC: 6,2–12 g        | LC          |
|         | Sicista cimlanica    | Kovalskaya, Tikhonov, Tikhonova, Surov & Bogomolov, 2000                        |                     | gatunek monotypowy | Rosja (znany wyłącznie z piasków Zbiornika Cymlańskiego w pobliżu rzeki Don)                                                                                              | brak danych                                     | NE          |
|         | Sicista severtzovi   | Ognev, 1935                                                                     | smużka ciemna       | gatunek monotypowy | wschodnia Ukraina (Ługańsk), południowo-zachodnia Rosja (Kursk, Biełgorod i Woroneż)                                                                                      | DC: 6–7,2 cm DO: 7,4–8,2 cm MC: 6,2–12 g        | LC          |
|         | Sicista trizona      | (Frivaldszky, 1865)                                                             |                     | 2 podgatunki       | północno-wschodnie Węgry (obszar chroniony Borsodi Mezőség) i środkowa Rumunia (Wyżyna Samoszu, Siedmiogród)                                                              | DC: 5,4–6,6 cm DO: 6,3–9,5 cm MC: 3,5–14,5 g    | EN          |
|         | Sicista loriger      | (Nathusius, 1840)                                                               |                     | gatunek monotypowy | wschodnia Rumunia, południowa i wschodnia Ukraina oraz południowo-zachodnia Rosja (zachodni obwód biełgorodzki); granice zasiegu słabo znane                              | DC: 5,3–7,8 cm DO: 6–9 cm MC: 7,6–12,1 g        | VU          |

Kategorie IUCN:  LC  – gatunek najmniejszej troski,  NT  – gatunek bliski zagrożenia,  VU  – gatunek narażony,  EN  – gatunek zagrożony,  CR  – gatunek krytycznie zagrożony,  DD  – gatunki o nieokreślonym stopniu zagrożenia;  NE  – gatunki niepoddane jeszcze ocenie.
Opisano również gatunki wymarłe:
- Sicista bagajevi Savinov, 1970[15] (Kazachstan; miocen/pliocen)
- Sicista bilikeensis Qiu Zhuding & Li Qiang, 2016[16] (Chińska Republika Ludowa; pliocen)
- Sicista ertemteensis Qiu Zhuding & Li Qiang, 2016[17] (Chińska Republika Ludowa; miocen)
- Sicista pliocaenica Erbajeva, 1976[18] (Rosja; plejstocen)
- Sicista praeloriger Kormos, 1930[19] (Rumunia; plejstocen)
- Sicista primus Kimura, 2011[20] (Chińska Republika Ludowa; miocen)
- Sicista wangi Qiu Zhuding & Storch, 2000[21] (Rosja; pliocen).